# Юність (футбольний клуб, Чернігів)
ФК Юність Чернігів — українська аматорська футбольна команда на базі спортивної школи «Юність» у Чернігові. Спортивна школа відома своїми талантами, такими як Олег Кузнецов, Андрій Ярмоленко, Олександр Грицай, Тарас Луценко, Сергій Коваленко, Денис Скепський, Павло Полегенько, Владислав Шаповал, Павло Федосов, Юрій Малєй, Олексій Хобленко, Андрій Федоренко та Ніка Сітчінава.
Спортивна школа виставляє свою чоловічу команду на змагання з футболу Чернігівської області та жіночу команду Юність ШВСМ в аматорських змаганнях Першої ліги України з жіночого футболу.

## Історія
Команда була заснована у 2000 році, а в 2016—2017 роках посіла друге місце в чемпіонаті Чернігівської області з футболу. У 2004 році на стадіоні «Юність» команда перемогла « Юність Діназ» з Вишгорода з рахунком 1:0, а в 2006 році чернігівська «Юність» перемагла «Діназ» з рахунком 4-2.
У 2018 році команда з рахунком 2-1 перемогла «Прем'єр-Ниву» (Вінниця) і посіла друге місце в чемпіонаті Чернігівської області з футболу. Футбольна школа «Юність» з Чернігова отримала 136 тисяч євро за продаж вихованця Андрія Ярмоленка.
У 2020 році в оновленій футбольній школі «Юність» було створено музей історії футболу з окремою виставкою про Андрія Ярмоленка. Експозиція про відомого футболіста включає кубки, медалі, футболки, фотографії та інше речі з різних періодів спортивного життя — від навчання в Чернігівській спортивній школі до сьогодення.
8 червня 2021 року клуб вперше в історії чернігівського футболу виграв Юнацьку лігу України з футболу U-14. Команда обіграла своїх однолітків — «Зірку» з Кропивницького з рахунком 1:2. Матч проходив у Тернополі. Найкращим воротарем турніру став гравець «Юнацтва» Рустам Баєв, найкращим нападником — ще один вихованець чернігівського футболу Микита Дорош.

## Стадіон ФК
Команда грає на стадіоні "Юність ", нещодавно реконструйованому з трибунами на 3000 місць. Ремонт у 2019 році коштував 55 мільйонів гривень і він був одним із головних майданчиків міста Чернігова зі стадіоном імені Юрія Гагаріна та Чернігів Ареною.

## Відомі вихованці
| - Олег Кузнецов - Тарас Луценко - Олександр Грицай | - Сергій Коваленко - Денис Скепський - Андрій Ярмоленко |

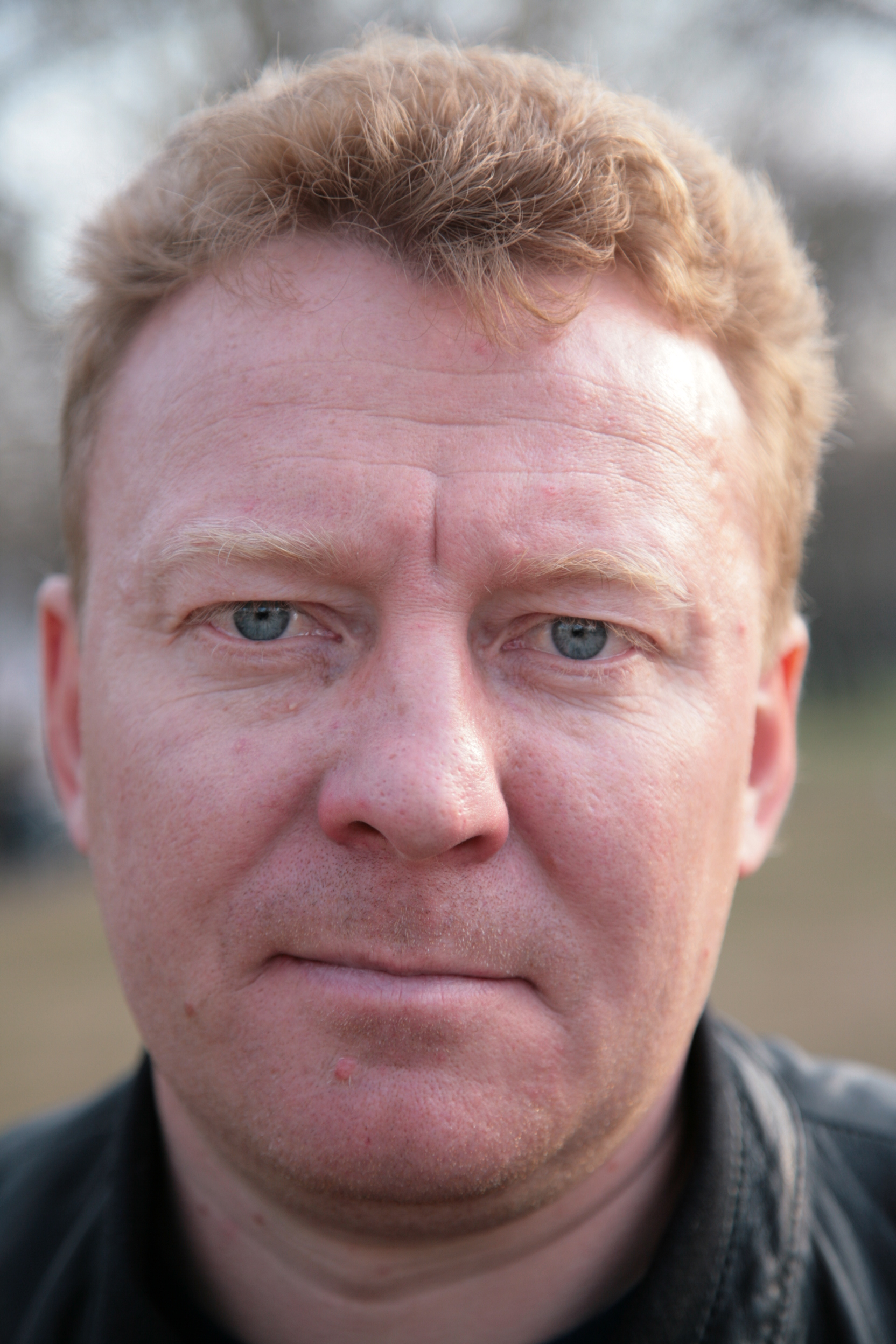
Випускник «Юності» Олег Кузнецов у подальшому вигравав срібні медалі чемпіонату Європи, Кубок кубків та двічі включався до числа кандидатів на «Золотий м'яч»
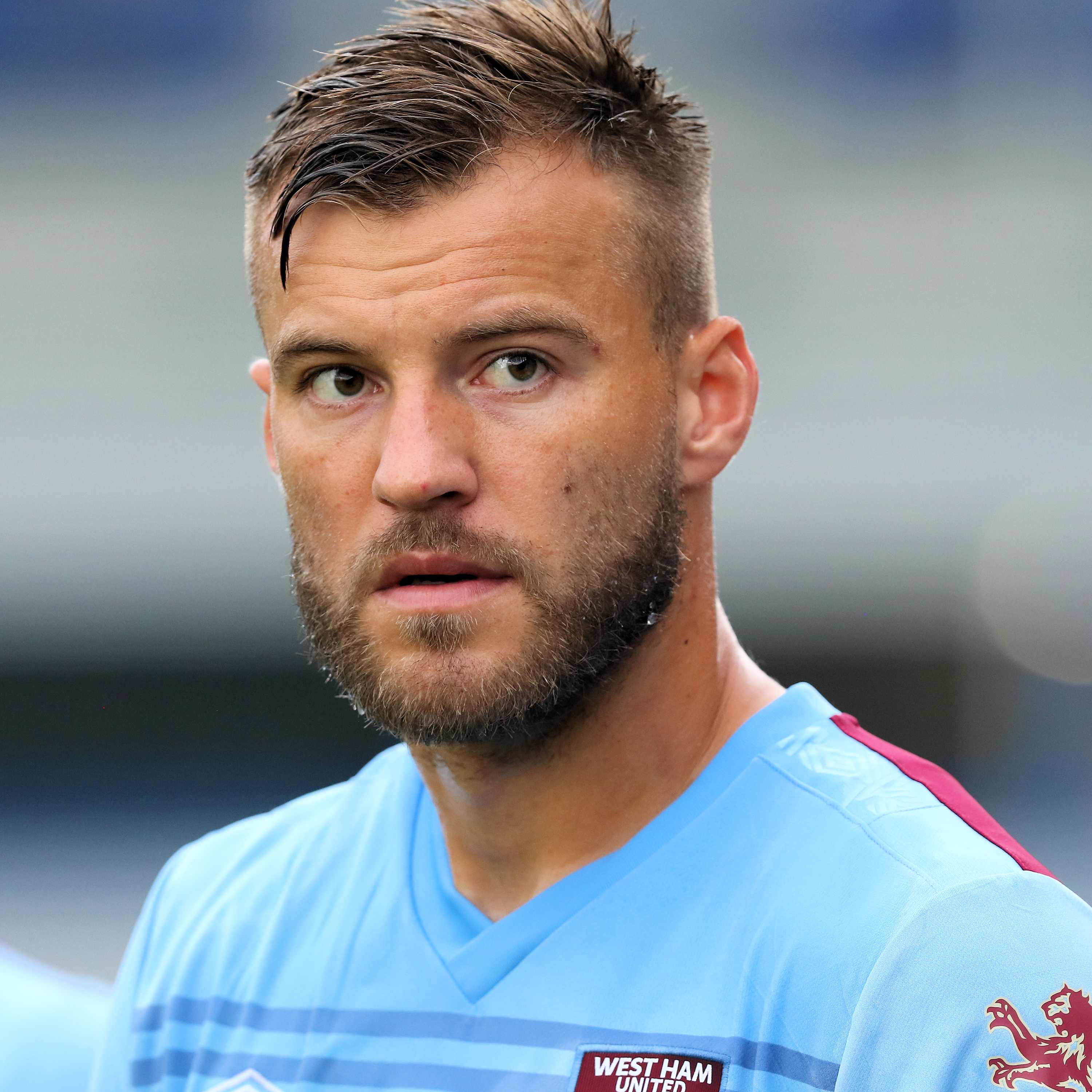
Андрій Ярмоленко – випускник чернігівської ДЮСШ «Юність»
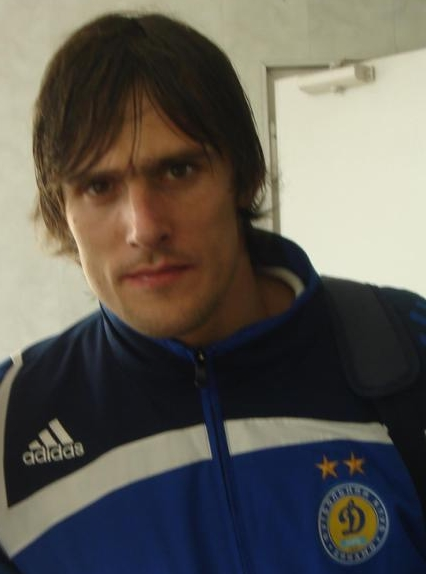
Тарас Луценко — воротар київського «Динамо»
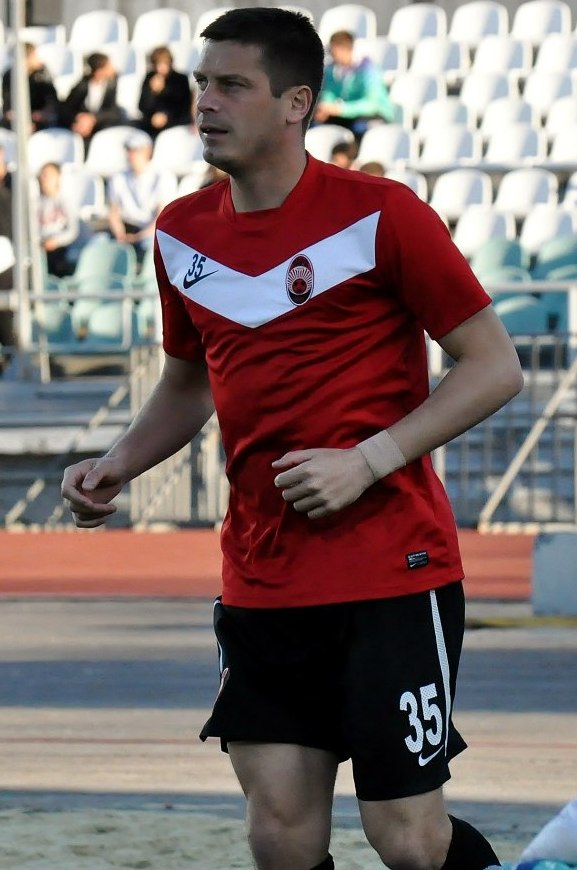
Олександр Грицай — гравець «Дніпра» та збірної України
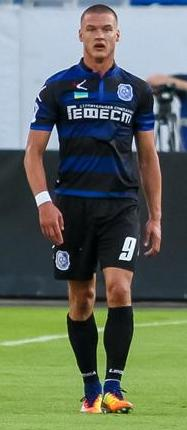
Олексій Хобленко
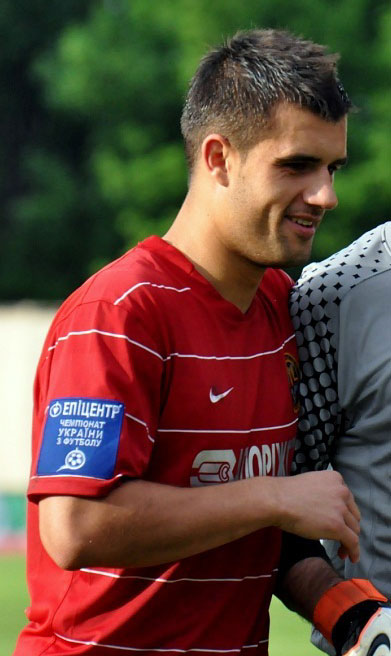
Денис Скепський народився в Чернігові, почав в Юності Чернігів, а після переведення в «Десну» Чернігів.

## Тренери
- Микола Липовий (2000—2003)
- Володимир Кулик[18] (2003—2010)
- Юрій Мелашенко (2010—2013)
- Віктор Лазаренко[19] (2013)
- Бухонін Сергій Олександрович (з 2013)